# 火星探测车嵌入式计算机系统比较
美国宇航局火星车上的嵌入式计算机系统必须能够承受太空中高水平辐射和大温差变化。因此，与地球上常用的系统相比，可选择的资源十分有限。

## 正在运行
对火星上的探测车实施直接远程操作不太切合实际，因为地球和火星之间的通信往返时间约8至42分钟不等，深空网络系统在每个火星日的可用时间很短。因此，火星车团队一般先规划好指令，然后一次性向火星车发送一系列的操作指令。
火星车使用自主软件根据其传感器观察结果作出相应决策。“旅居者号”探测车的每二幅立体图像可生成20个三维导航(探测器着陆时使用的初始软件版本)。火星探测漫游者车则可生成15000（标称）到40000个(测量模式)的三维点。

## 性能比较
除“好奇号”和“毅力号”外，每台火星车只有一台车载计算机，而“好奇号”和“毅力号”则都各有另一台用作备份的相同计算机。截止2013年2月，“好奇号”正运行在备份计算机上，它的主计算机在探测开始阶段就出现了故障。
| 探测车(任务、组织、年份)                                 | 芯片                | 内存   | 闪存   | 只读内存 | 操作系统               | 自主软件可用芯片时间 |
| -------------------------------------------------------- | ------------------- | ------ | ------ | -------- | ---------------------- | -------------------- |
| 旅居者号探测车 (1997年美国宇航局火星探路者号)            | 2 兆赫Intel 80C85   | 512 KB | 176 KB | 无       | 自定义循环执行         | 不适用于循环执行     |
| 探路者号着陆器 (1997年美国宇航局) (旅居者号探测车的平台) | 20 兆赫 MFC         | 128 MB | 无     | 6 MB     | VxWorks （多任务处理） | 低于75%              |
| 勇气号和机遇号 (火星探测漫游者，2004年美国宇航局)        | 20 兆赫 BAE RAD6000 | 128 MB | 256 MB | 3 MB     | VxWorks（多任务处理）  | 低于75%              |
| 好奇号 (火星科学实验室，2011年美国宇航局)                | 200 兆赫 BAE RAD750 | 256 MB | 2 GB   | 25 KB    | VxWorks（多任务处理）  | 低于75%              |
| 毅力号 (火星2020，2020年美国宇航局)                      | 200 兆赫 BAE RAD750 | 256 MB | 2 GB   | 256 KB   | VxWorks（多任务处理）  | ?                    |

## 火星探测车
- 火星探测漫游者(后部)和“旅居者号”探测车的尺寸比较。
- 火星科学实验室(右)；火星探测漫游者(左)和“旅居者号”探测车(中)。
- 火星探测漫游者

## 另请查看
- 辐射硬化